# Топалян, Стефани
Стефани Топалян (яп. ステファニー, арм. Ստեֆանի Թոփալյան; англ. Stephanie Topalyan) (5 августа) 1987, Лос-Анджелес, штат Калифорния) — певица, автор песен и актриса, в настоящее время проживающая в Токио.

## Биография
Стефани родилась 5 августа 1987 года в Лос-Анджелесе, штат Калифорния. Отец Стефани армянин, а мать японка. Хотя певица проживает в Японии, она имеет сильную приверженность к своей армянской национальности и очень привязана к бабушке и дедушке. Она слышала много историй о геноциде армян — историческое событие, которое сильно изменило судьбы, в том числе судьбу её бабушки и дедушки. Прослушивание этих историй привело к повышению её сознания по этой теме. Несмотря на то, что она вдали от Армении, Стефани верна своим армянским корням и увлечена учением культуры и истории армянского народа. Её армянские дедушка и бабушка Жан-Пьер Топалян и Коарик Микаелян-Топалян переехали в США из Бейрута. Их конечный пункт назначения и место проживания является штат Висконсин.
Начав петь в возрасте 13 лет, Стефани отправила свою аудио демозапись в различные музыкальные продюсерские студии. Она получила ответ от японского музыкального продюсера Джо Ринои, который был впечатлен её пением. В возрасте 19 лет Стефани выпустила свою дебютную запись в Японии с SME records (SONY). До того как начать свою профессиональную певческую карьеру Стефани окончила юридический факультет Университета Аояма. В 2007 году она получила премию «Лучший новый артист» на престижном 49-м Japan Record Awards. Затем Стефани выпустила два альбома.
Песни Стефани были широко популярны в японском аниме. Её 1-й и 2-й сингл «Кимига Иру Кагири» и «Из-за тебя» последовательно стали окончанием темы Аниме «Поцелуй Дам». Её 5-й сингл «Changin», был также показан в качестве окончания темы аниме «D.Gray-человек». В начале 2008 года сингл «Друзья» стал второй завершающей серией Аниме «Gundam 00». Песня попала в топ-10 японских чартов Орикон.
В 2009 году Стефани, как актриса, дебютировала в фильме «Гордость» на основе Yukari Ichijo’s shōjo. Она изображает главную героиню Шио Асами, а также приняла участие в музыкальном исполнении фильма «Гордость ~ часть меня» с SRM. Помимо «Гордости», Стефани также снялась в «Токио Траиб» (2014) и короткометражном фильме «Все хорошо» (2009).
Вдохновленная самыми разнообразными жанрами и исполнителями, Стефани благосклонна в частности к Майклу Джексону и к британской рок-группе Queen. Она любит армянскую и японскую кухню, предпочитает долгие прогулки на природе.

## Синглы
1. Kimi ga Iru Kagiri (2007)
2. Because of You (2007)
3. Winter Gold (2007)
4. Friends (2008)
5. Changin' feat. Roma Tanaka (2009)
6. Pride ~A Part of Me~ feat. SRM (2009)
7. Future (2009)

### Студийные альбомы
Stephanie Март 5, 2008
- Этикетка  Sony Music Entertainment Japan (SECL-621~2 (CD+DVD); SECL-623 (CD only))
- Треки 12
- Продано: 12,516

```
 1.Kimi ga Iru Kagiri (君がいる限り As Long as You Are Here?)
 2.Friends (フレンズ?)
 3.Life
 4.ANGEL GIRL
 5.Fallin'
 6.Shiny Days!
 7.Smile and Turn Away
 8.Beyond Myself
 9.Truth
 10.To.Be.Me
 11.Winter Gold
 12.Бecause of you
```

Colors of my Voice Июнь 17, 2009
- Этикетка  Sony Music Entertainment Japan (SECL-621~2 (CD+DVD); SECL-623 (CD only))
- Треки 11

```
 1.Kotoba Nanka Iranai Hodo ni (It doesn't need words) (言葉なんかいらないほどに?)
 2.Changin' feat. Tanaka Roma
 3.FUTURE
 4.Kindan no Knockout (禁断のKnockout?)
 5.Together
 6.Forever 
 7.Pride ~A Part of Me~ feat. SRM
 8.KISSES
 9.Kizuna (キズナ?)
 10.А song for you
 11.Daisuki na Minna e. feat. fans (大好きなみんなへ。?)
```